# Jasnyj (rejon turkmeński)
Jasnyj (ros. Ясный) – osiedle w Rosji, w Kraju Stawropolskim, w rejonie turkmeńskim. W 2021 liczyło 839 mieszkańców.